# Atmanai, Iakîmivka
Atmanai (în ucraineană Атманай) este localitatea de reședință a comunei Atmanai din raionul Iakîmivka, regiunea Zaporijjea, Ucraina.

## Demografie
Componența lingvistică a localității Atmanai
     Rusă (64,11%)
     Ucraineană (35,58%)
     Alte limbi (0,1%)
Conform recensământului din 2001, majoritatea populației localității Atmanai era vorbitoare de rusă (64,11%), existând în minoritate și vorbitori de ucraineană (35,58%).